# Koki Machida
Koki Machida (町田浩樹, Machida Kōki), né le 25 août 1997 à Ibaraki au Japon, est un footballeur international japonais qui joue au poste de défenseur central au TSG Hoffenheim.

## Biographie

### En club

#### Kashima Antlers
Né à Ibaraki au Japon, Koki Machida est formé par le Kashima Antlers, club qu'il rejoint en 2010. Il est intégré à l'équipe première en 2016. Machida fait ses débuts en professionnel le 25 mai 2016, en Coupe de la Ligue japonaise, face au Júbilo Iwata. Il est titulaire et les deux équipes font match nul ce jour-là (1-1). Il joue son premier match de J. League 1 le 14 mai 2017, lors d'une rencontre face au Vissel Kobe, où il est titulaire. Son équipe s'incline sur le score de deux buts à un ce jour-là.

#### Union Saint-Gilloise
Le 5 janvier 2022 il est prêté par le club japonais Kashima Antlers au club belge de l'Union Saint-Gilloise pour une durée de 18 mois, avec une option d’achat insérée dans le contrat.
L'option d'achat est levée dès le 29 mars 2023. Machida signe alors un contrat courant jusqu'en juin 2026, prenant effet au 1er juillet 2023. Il marque le but permettant à l'Union de gagner la finale 2024 de la coupe de Belgique, contre l'Antwerp. Membre effectif de la défense centrale unioniste avec Christian Burgess et Kevin Mac Allister depuis 2023, il est titulaire le 25 mai 2025 lors du match pour le titre contre La Gantoise.

#### TSG Hoffenheim
Le 25 juin 2025, lors du mercato estival, Koki Machida quitte l'Union et rejoint le TSG 1899 Hoffenheim dans un transfert estimé à cinq millions d'euros. Cette somme est environ la moitié de la valeur marchande de Machida, estimée à 11 million d'euros selon le site spécialisé Transfermarkt. La différence entre cette estimation et le montant effectivement payé par Hoffenheim est liée au fait que Machida n'avait plus qu'un an à son contrat à l'Union Saint-Gilloise. Au terme de la saison 2025-2026, il serait devenu un joueur libre.

### En sélections nationales
Le 1er janvier 2024, il est retenu dans la liste des vingt-six joueurs japonais sélectionnés par Hajime Moriyasu pour disputer la Coupe d'Asie des nations 2023.

## Statistique

### En club
| Saison                | Club                        | Championnat           | Championnat | Championnat | Coupe nationale | Coupe nationale | Coupe de la Ligue | Coupe de la Ligue | Supercoupe | Supercoupe | Compétition(s) continentale(s) | Compétition(s) continentale(s) | Compétition(s) continentale(s) | Coupe du monde des clubs | Coupe du monde des clubs | Total | Total |
| Saison                | Club                        | Division              | M.          | B.          | M.              | B.              | M.                | B.                | M.         | B.         | Comp.                          | M.                             | B.                             | M.                       | B.                       | M.    | B.    |
| 2016                  | Kashima Antlers             | J1 League             | 0           | 0           | -               | -               | 2                 | 0                 | -          | -          | -                              | -                              | -                              | -                        | -                        | 2     | 0     |
| 2017                  | Kashima Antlers             | J1 League             | 2           | 0           | -               | -               | -                 | -                 | 0          | 0          | ACL                            | 0                              | 0                              | -                        | -                        | 2     | 0     |
| 2018                  | Kashima Antlers             | J1 League             | 8           | 2           | 1               | 0               | 4                 | 0                 | -          | -          | ACL                            | 0                              | 0                              | -                        | -                        | 13    | 2     |
| 2019                  | Kashima Antlers             | J1 League             | 22          | 1           | 5               | 0               | -                 | -                 | -          | -          | ACL                            | 10                             | 0                              | 0                        | 0                        | 37    | 1     |
| 2020                  | Kashima Antlers             | J1 League             | 21          | 0           | -               | -               | 2                 | 0                 | -          | -          | ACL                            | -                              | -                              | -                        | -                        | 23    | 0     |
| 2021                  | Kashima Antlers             | J1 League             | 34          | 5           | 2               | 0               | 3                 | 0                 | -          | -          | -                              | -                              | -                              | -                        | -                        | 39    | 5     |
| Sous-total            | Sous-total                  | Sous-total            | 87          | 8           | 8               | 0               | 11                | 0                 | 0          | 0          | -                              | 10                             | 0                              | 0                        | 0                        | 116   | 8     |
| 2021-2022             | Union Saint-Gilloise (prêt) | Division 1A           | 11          | 0           | 0               | 0               | -                 | -                 | -          | -          | -                              | -                              | -                              | -                        | -                        | 11    | 0     |
| 2022-2023             | Union Saint-Gilloise (prêt) | Division 1A           | 8           | 0           | 1               | 0               | -                 | -                 | -          | -          | C1+C3                          | 1                              | 0                              | -                        | -                        | 10    | 0     |
| 2023-2024             | Union Saint-Gilloise        | Division 1A           | 23+8        | 0+1         | 3               | 2               | -                 | -                 | -          | -          | C3+C4                          | 7+4                            | 0+0                            | -                        | -                        | 45    | 3     |
| 2024-2025             | Union Saint-Gilloise        | Division 1A           | 25+9        | 0+1         | 3               | 0               | -                 | -                 | 1          | 0          | C1+C3                          | 2+8                            | 0+0                            | -                        | -                        | 48    | 1     |
| Sous-total            | Sous-total                  | Sous-total            | 84          | 2           | 7               | 2               | -                 | -                 | 1          | 0          | -                              | 22                             | 0                              | -                        | -                        | 114   | 4     |
| 2025-2026             | TSG 1899 Hoffenheim         | Bundesliga            | -           | -           | 1               | 0               | -                 | -                 | -          | -          | -                              | -                              | -                              | -                        | -                        | 1     | 0     |
| Total sur la carrière | Total sur la carrière       | Total sur la carrière | 170         | 10          | 16              | 2               | 11                | 0                 | 1          | 0          | -                              | 32                             | 0                              | 0                        | 0                        | 230   | 12    |

### En sélections nationales
| Années                | Sélection             | Phases finales        | Phases finales | Phases finales | Phases finales | Éliminatoires | Éliminatoires | Éliminatoires | Éliminatoires | Amicaux | Amicaux | Amicaux | Total | Total | Total |
| Années                | Sélection             | Comp.                 | M.             | B.             | P.d.           | Comp.         | M.            | B.            | P.d.          | M.      | B.      | P.d.    | M.    | B.    | P.d.  |
| --------------------- | --------------------- | --------------------- | -------------- | -------------- | -------------- | ------------- | ------------- | ------------- | ------------- | ------- | ------- | ------- | ----- | ----- | ----- |
| 2023                  | Japon                 | -                     | -              | -              | -              | CdM 2026      | 2             | 0             | 0             | 3       | 0       | 0       | 5     | 0     | 0     |
| 2024                  | Japon                 | Coupe d'Asie 2023     | 2              | 0              | 0              | CdM 2026      | 6             | 0             | 0             | 1       | 0       | 0       | 9     | 0     | 0     |
| Total sur la carrière | Total sur la carrière | Total sur la carrière | 2              | 0              | 0              | -             | 8             | 0             | 0             | 4       | 0       | 0       | 14    | 0     | 0     |

## Palmarès
| Kashima Antlers (3) | Union Saint-Gilloise (3) |
| --- | --- |
| - Championnat du Japon (1) - Vainqueur en 2016. - Coupe de la Ligue japonaise (1) - Vainqueur en 2017. - Ligue des champions (1) - Vainqueur en 2018. | - Championnat de Belgique (1) : - Champion : 2025. - Coupe de Belgique (1) : - Vainqueur en 2024. - Supercoupe de Belgique (1) : - Vainqueur en 2024. |